# Diocesi di Verrona
La diocesi di Verrona (in latino Dioecesis Verronensis) è una sede soppressa e sede titolare della Chiesa cattolica.

## Storia
Verrona, identificabile con Henchir-El-Hatba nell'odierna Algeria, è un'antica sede episcopale della provincia romana di Numidia.
È noto un solo vescovo di Verrona, il donatista Emiliano, che intervenne alla conferenza di Cartagine del 411, che vide riuniti assieme i vescovi cattolici e donatisti dell'Africa romana; in quell'occasione la sede non aveva vescovi cattolici.
Dal 1933 Verrona è annoverata tra le sedi vescovili titolari della Chiesa cattolica; dall'11 maggio 1999 il vescovo titolare è James Francis McCarthy, già vescovo ausiliare di New York.

## Cronotassi

### Vescovi residenti
- Emiliano † (menzionato nel 411) (vescovo donatista)

### Vescovi titolari
- Eugenio Beitia Aldazabal † (23 gennaio 1965 - 11 dicembre 1970 dimesso)
- Eric Gerard Perkins † (16 novembre 1972 - 22 maggio 1998 deceduto)
- James Francis McCarthy, dall'11 maggio 1999